# Goce Smilevski
Goce Smilevski (* 1975 in Skopje, Jugoslawien, heute Nordmazedonien) ist ein mazedonischer Schriftsteller.

## Leben
Smilevski studierte an der Universität Skopje in Skopje und anschließend an der Karlsuniversität in Prag sowie der Budapester Zentraleuropäischen Universität. Er veröffentlichte bisher zwei Romane, die jeweils  preisgekrönt wurden.

## Preise und Ehrungen
- 2003: Preis für den Mazedonischen Roman des Jahres für Conversation with Spinoza.
- 2010: Literaturpreis der Europäischen Union für Sigmund Freuds Schwester.

## Veröffentlichungen
- Planeta na neiskustwoto. Sigmapress 2000.
- Drei Tanzschritte über die Grenze. Bundesministerium für Auswärtige Angelegenheiten, Referat für Kulturelle Öffentlichkeitsarbeit, Wien 2006.
- Razgovor so Spinoza. NID "Mikena", Bitola, 2008.
  - deutsch von Benjamin Langer: Gespräch mit Spinoza. Matthes & Seitz, Berlin 2016, ISBN 978-3-95757-234-9.
- Sestrata na Sigmund Frojd, Dijalog Macedonia, Skopje.
  - deutsch von Benjamin Langer: Freuds Schwester. Matthes & Seitz, Berlin 2013, ISBN 978-3-88221-052-1.[1]